# تشيسلاف لانغ
تشيسلاف لانغ (بالبولندية: Czesław Lang)‏ (و. 1955  م) هو دراج على المضمار، وراكب دراجة هوائية بولندي، شارك في الألعاب الأولمبية الصيفية 1980، وركوب الدراجات في الألعاب الأولمبية الصيفية 1980 – رجال فردي سباق الطريق ‏.

## سباقات أو مراحل فاز بها
| التاريخ        | السباق                                                                  | المركز                      |
| -------------- | ----------------------------------------------------------------------- | --------------------------- |
| 05 مايو 1977   | Puchar Ministra Obrony Narodowej 1977                                   | المركز الثاني               |
| 01 يناير 1979  | 1979 Tour de Vaucluse                                                   | الفائز في التصنيف العام     |
| 06 مايو 1979   | Puchar Ministra Obrony Narodowej 1979                                   | المركز الثاني               |
| 09 يوليو 1980  | طواف بولندا 1980                                                        | الفائز في التصنيف العام     |
| 29 يوليو 1980  | ركوب الدراجات في الألعاب الأولمبية الصيفية 1980 – رجال فردي سباق الطريق | المركز الثاني               |
| 01 يناير 1981  | Tour of Malopolska 1981                                                 | الفائز في التصنيف العام     |
| 03 مايو 1981   | Puchar Ministra Obrony Narodowej 1981                                   | المركز الثاني               |
| 01 يناير 1982  | طواف إيطاليا 1982                                                       | المرتبة 17 في التصنيف العام |
| 01 يناير 1983  | طواف إيطاليا 1983                                                       | الخامس في تصنيف أفضل شاب    |
| 16 مارس 1983   | تيرينو ادرياتيكو 1983                                                   | الرابع في التصنيف العام     |
| 19 مايو 1986   | Tour de l'Aude 1986                                                     | المركز الثاني               |
| 12 سبتمبر 1987 | 1987 Trofeo Baracchi                                                    | المركز الثالث               |
| 10 سبتمبر 1988 | 1988 Trofeo Baracchi                                                    | الفائز في التصنيف العام     |

## روابط خارجية
- تشيسلاف لانغ على موقع أرشيف الدراجات (الإنجليزية)
- تشيسلاف لانغ على موقع إحصائيات الدراجات الإحترافية (الإنجليزية)
- تشيسلاف لانغ على موقع CycleBase (الإنجليزية)
- تشيسلاف لانغ على موقع أوليمبيديا (الإنجليزية)
- تشيسلاف لانغ على موقع اللجنة الأولمبية البولندية (مؤرشف) (البولندية)